# Burtonwood
Burtonwood – wieś w Anglii, w hrabstwie ceremonialnym Cheshire, w dystrykcie (unitary authority) Warrington. Leży 31 km na północny wschód od miasta Chester i 274 km na północny zachód od Londynu. W 2001 miejscowość liczyła 11 265 mieszkańców.